# Fred Dembi
Fred Dembi, né le 21 février 1995 à Pointe-Noire, est un footballeur international congolais, qui joue au poste de milieu défensif à l'Hassania d'Agadir.

## Biographie

### En club
Fred Dembi naît à Pointe-Noire en République du Congo. À l'âge de deux ans, il arrive en région parisienne chez son oncle. La famille déménage ensuite à Rouen, et Fred débute le football avec son frère dans le club de son quartier, l’AMS Madrillet-Château Blanc. Après trois ans, il rejoint l'US Quevilly.
Il fait ses débuts avec l'équipe première en CFA le 6 août 2014 contre le FC Dieppe. Il réalise ensuite un essai concluant avec les Queens Park Rangers, mais son club refuse de le laisser partir.
Il joue une saison avec l'équipe réserve du Havre AC (où il côtoie notamment Ferland Mendy), avec qui il finit champion de CFA 2 en 2016, et est élu dans l'équipe type.
Le club havrais ne lui offre pas de contrat professionnel et il part en National à Avranches, chez qui l'aventure se passe mal en raison d'un conflit avec l'entraîneur du club manchois.
Dembi joue alors une saison en Régional 1 avec l'AL Déville-Maromme, et est sacré champion en 2018.
Il suit ensuit son coach David Giguel au FC Rouen, et le club est promu en National 2 en 2019. Le 6 janvier 2020, il inscrit le premier but du 32e de finale de Coupe de France remporté 3-0 face au FC Metz, pensionnaire de Ligue 1. Il bat le gardien adverse d'un ballon piqué et dédicace son but à son ami Nathaël Julan décédé trois jours plus tôt. Il reçoit alors un carton jaune le privant du tour suivant perdu face à Angers.
À l'intersaison 2020, Dembi rejoint le SO Cholet. Il dispute son premier match de National le 1er septembre 2020 contre le FC Sète.
En juin 2021, il est recruté par l'US Orléans et signe un contrat professionnel de deux saisons.
En 2022, Dembi s'engage en faveur du Red Star.

## Palmarès

### En club
| Red Star FC (1) - National (1) : - Champion : 2024 |

### En sélection
Fred Dembi est convoqué pour la première fois en équipe du Congo au mois de mai 2022. Il honore sa première sélection le 8 juin 2022 contre la Gambie en qualifications à la CAN 2023. Pour son deuxième match, il inscrit son premier but en amical face à Madagascar.